# Farol da Ponta Magrande
Der Farol da Ponta Magrande (dt.: „Leuchtturm des Kap Magrande“) ist ein Leuchtturm am westlichsten Punkt der Insel Santo Antão im atlantischen Inselstaat Kap Verde und damit am Westlichsten Punkt Afrikas. Der Turm liegt ca. 5 km westlich des Monte Trigo. Der nächstgelegene Ort ist Covāozinho de Topim Preto in der Freguesia Santo André.
Der Leuchtturm wird von der Direcção Geral de Marinha e Portos (DGMP) betrieben.

## Architektur
Die Konstruktion ist 3 m hoch und die Feuerhöhe liegt bei 112 m. Das Gebäude ist ein einfacher, zylindrischer Turm. Das Signal besteht aus zwei weißen Blitzen in einer Periode von zehn Sekunden. Die Reichweite beträgt 13 nms (ca. 24 km).
Identifikationen: Amateur Radio Lighthouse Society (ARLHS): CAP-005 PT-2013